# North Island—Powell River
Circonscription électorale fédérale du Canada
North Island—Powell River est une circonscription électorale fédérale de la Colombie-Britannique située en partie sur l'île de Vancouver et en partie sur la portion continentale de la province. Existant depuis 2013, la circonscription est également représentée de 1988 à 1997.
La circonscription de North Island—Powell River est créée en 1987 d'une partie de Comox—Powell River. Abolie en 1996, son territoire est intégré dans la circonscription d'Île de Vancouver-Nord. La circonscription réapparait à la suite du redécoupage de 2012 à partir des circonscriptions de Île de Vancouver-Nord et de West Vancouver—Sunshine Coast—Sea to Sky Country.
Les circonscriptions limitrophes sont :
- au nord : Skeena—Bulkley Valley
- au nord-est : Cariboo—Prince George
- à l'est : Kamloops—Thompson—Nicola et West Vancouver—Sunshine Coast—Sea to Sky Country
- au sud : Courtenay—Alberni[6].

## Géographie
En 1987, la circonscription de North Island—Powell River comprenait:
- Les districts régionaux de Central Coast, Mount Waddington, Sunshine Coast et Powell River
- Le sud du district régional de Kitimat-Stikine
- Le nord-ouest du district régional de Comox-Strathcona

En 2012, la circonscription de North Island—Powell River est composée de:
- Les districts régionaux de Mount Waddington et de Strathcona
- Le district régional de Powell River, excepté la subdivision E
- Une partie du district régional de Central Coast
- Une partie du  district régional de Comox Valley, soit;
  - La ville de Comox
  - Les subdivisions de Lazo North et de Puntledge-Black Creek
  - Les réserves amérindiennes de Pentledge et de Comox

Lors du redécoupage électoral de 2022, la circonscription s'agrandit de la partie de la ville de Courtenay située à l'est des rivières Courtenay et Tsolum, aux dépens de Courtenay—Alberni,.

## Députés
1988-1997
| Législature                                           | Années    | Député | Député      | Parti         |
| ----------------------------------------------------- | --------- | ------ | ----------- | ------------- |
| North Island—Powell River issue de Comox—Powell River |           |        |             |               |
| 34e                                                   | 1988–1993 |        | Ray Skelly  | Néo-démocrate |
| 35e                                                   | 1993–1997 |        | John Duncan | Réformiste    |
| Redistribuée parmi Île de Vancouver-Nord              |           |        |             |               |

Depuis 2015
| Législature                                                                          | Années        | Député | Député        | Parti         |
| ------------------------------------------------------------------------------------ | ------------- | ------ | ------------- | ------------- |
| Recréée de Île de Vancouver-Nord et West Vancouver—Sunshine Coast—Sea to Sky Country |               |        |               |               |
| 42e                                                                                  | 2015–2019     |        | Rachel Blaney | Néo-démocrate |
| 43e                                                                                  | 2019–2021     |        | Rachel Blaney | Néo-démocrate |
| 44e                                                                                  | 2021–2025     |        | Rachel Blaney | Néo-démocrate |
| 45e                                                                                  | 2025–en cours |        | Aaron Gunn    | Conservateur  |

## Résultats électoraux
Modèle:Élection générale canadienne de 2025 — North Island—Powell River